# 벵구주

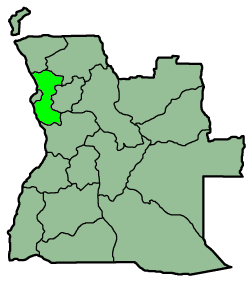
벵구 주의 위치

벵구주(Bengo)는 앙골라의 주로, 주도는 카시투이며 면적은 33,016km2, 인구는 약 450,000명이다. 1988년 통계 자료에 따르면 도시 지역에 거주하는 인구는 18,700명, 농촌 지역에 거주하는 인구는 137,400명이었으며 총 156,100명이 거주하고 있었다. 북쪽으로는 자이르주, 북동쪽으로는 우이즈주와 인접해 있으며 동쪽으로는 쿠안자노르트 주, 남쪽으로는 쿠안자술주와 인접해 있다.